# Spirit
Spirit (cuya designación oficial es MER-A, Mars Exploration Rover - A) es el primero de los dos robots que forma parte del Programa de Exploración de Marte de la NASA. La nave aterrizó con éxito en el planeta Marte a las 4:35 UTC del 3 de enero de 2004, y finalizó su actividad en marzo de 2010, momento en el que dejó de enviar comunicaciones. Su gemelo Opportunity aterrizó con éxito en Marte el 24 de enero de 2004.

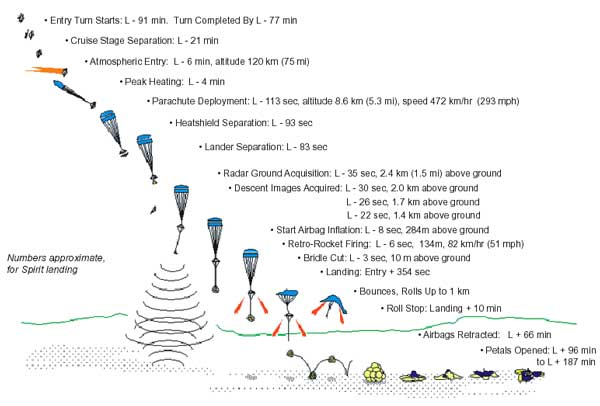
Los procesos de amartizaje del Spirit.

Una tormenta de polvo azotó el hemisferio opuesto al del amartizaje del Spirit, lo que produjo un calentamiento de la atmósfera, ya que el polvo en suspensión atrapa calor; también causó un estrechamiento de la atmósfera por lo que los responsables de la misión ordenaron al módulo de descenso que abriera los paracaídas 2 segundos antes para compensarlo.
En el lugar de amartizaje del Spirit la atmósfera tenía más polvo en suspensión del previsto y las temperaturas diurnas, aunque bajas, eran 10 °C sobre las previstas. Estos vehículos llevan unas baterías de plutonio para calentarlos y así poder sobrevivir a las frías noches marcianas de hasta −105 °C; pero el funcionamiento de las baterías causó un calentamiento de 5 °C, lo que obligó a apagar al Spirit hacia el mediodía marciano, esta circunstancia, unida a una rampa ‘airbag’ mal plegada, retrasó hasta el 16 de enero de 2004 el instante en que el Spirit pisó el suelo marciano.

## Columbia Memorial Station
El Spirit amartizó en cráter Gusev aproximadamente a 10 km del centro del cráter a una latitud 14,5718° S y una longitud 175,4785° E. Un panorama muestra una superficie ligeramente inclinada llena de piedras pequeñas, con unas colinas en el horizonte a 27 km de distancia. El equipo de MER nombró el sitio del desembarco la "Columbia Memorial Station", en honor a los siete astronautas que fallecieron en el Transbordador Espacial Columbia. 
El 27 de enero la NASA conmemoró la muerte de la tripulación del Apolo 1 nombrando tres colinas al norte de la zona de amartizaje del Spirit como Colinas Apolo 1 y el 2 de febrero, se homenajeó a los astronautas de la misión final del Columbia nombrando 7 colinas al este del lugar de desembarco como: «Colinas del Columbia». Las siete crestas recibieron los nombres Anderson, Brown, Chawla, Clark, Husband, McCool y Ramon; la NASA ha sometido estos nombres a la Unión Astronómica Internacional para su aprobación. 

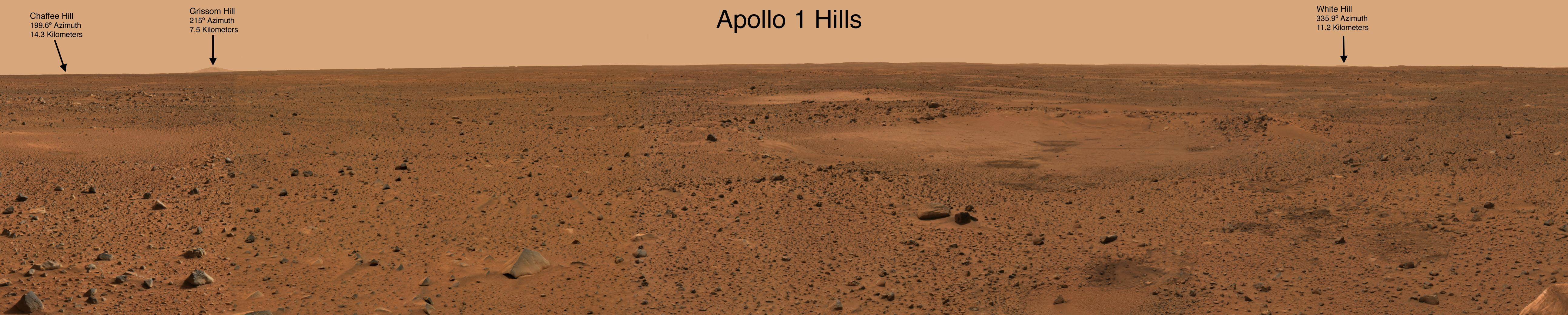
Panorama de las colinas Apolo desde el lugar de amartizaje del Spirit

## Acontecimientos y descubrimientos

### Cronología

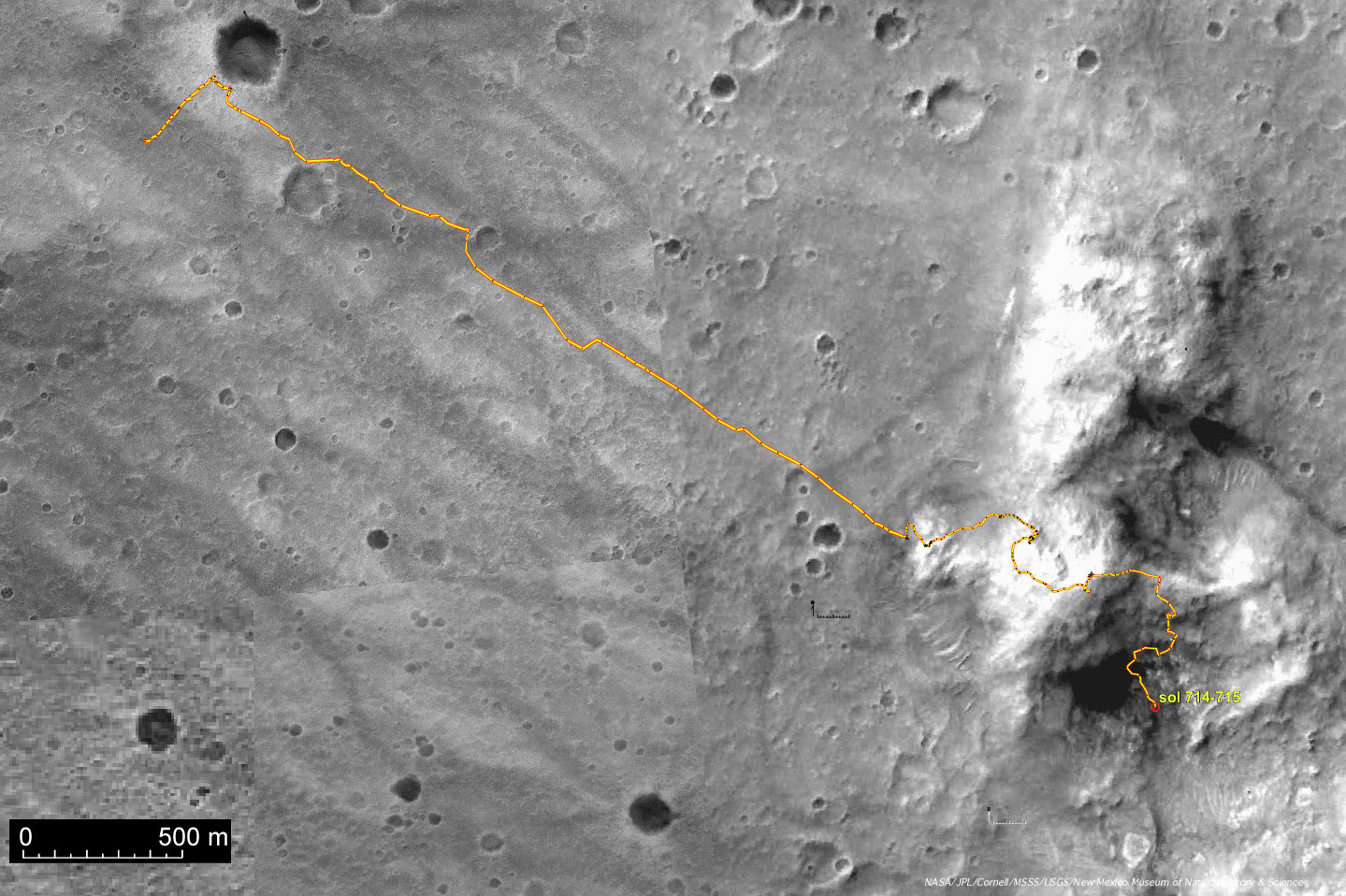
Mapa de Marte donde se muestra la posición del Spirit en el sol 715 (6 de enero de 2006)

La misión inicial para el Spirit era de 90 soles. La misión se extendió en varias ocasiones y hasta el 12 de junio de 2007 habían pasado 1223 soles. La cronología completa de sucesos y descubrimientos, con actualizaciones semanales, puede encontrarse en un sitio web del Laboratorio de Propulsión a Chorro JPL de la NASA. Los párrafos siguientes discuten los resultados más notables.

### Sleepy Hollow
Sleepy Hollow es una depresión poco profunda en el planeta Marte cercana al lugar de aterrizaje en Marte del Spirit, y fue el destino inicial del astromóvil cuando este abandonó su plataforma de aterrizaje. Tiene 9 m de ancho y está situado aproximadamente 12 metros al norte del punto de amartizaje del robot.

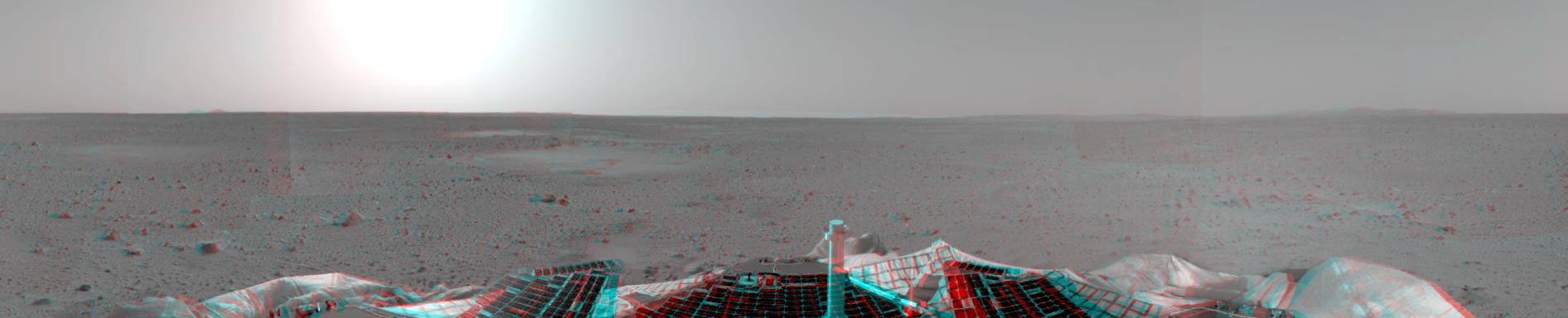
Primer panorama tridimensional del lugar de amartizaje: el cráter se llama Sleepy Hollow. (5 de enero de 2004).

Matt Wallace del JPL declaró: «Así como los marineros antiguos usaban el sextante para 'apuntar al Sol' y saber la localización del barco, nosotros pudimos apuntar al Sol con nuestra cámara panorámica, con el fin de orientar la antena del robot».

### Primera fotografía en color

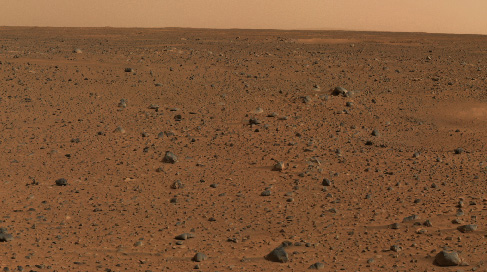
La primera fotografía en color que envió de Sleepy Hollow. (6 de enero de 2004).

A la derecha la primera imagen en color de Marte tomada por la cámara panorámica. Es la imagen con resolución más alta tomada en la superficie de otro planeta. Hay 12 millones de pixeles en esta imagen, que tiene un tamaño extensión de 4.000 por 3.000 pixeles.

### Anomalía en el uso de la memoria flash
El 21 de enero de 2004 (Sol 18), mientras se preparaba para analizar la roca Adirondack, el Spirit dejó abruptamente de comunicarse con el mando operativo de la misión. Al día siguiente el robot transmitió por radio una señal a 7.8 bit/s, confirmando que había recibido una transmisión de la Tierra, pero indicó que la nave espacial estaba en un modo seguro. Esto fue descrito como una anomalía muy seria, pero recuperable. Ordenaron al robot que transmitiese datos de ingeniería, y el 23 de enero de 2004 envió algunas ristras de bits antes de transmitir 73 megabits por medio de la banda X del satélite Mars Odyssey. Esto hizo pensar en dificultades con la antena de alta ganancia del robot.
El 24 de enero de 2004 el equipo de reparación del Spirit anunció que el problema era del software que maneja la memoria flash y volvieron a escribir el programa del Spirit. El robot se puso en funcionamiento correcto, cuando se le arrancó usando solo la Memoria RAM en lugar de la memoria flash. En este modo, el robot obedeció las órdenes de comunicar y entrar en el modo descanso. El Spirit transmitió con éxito durante casi una hora 120 bits/s (muy lejana a la velocidad normal que es de 11000 bits/s). Se creía de hecho que el hardware del flash estaba trabajando correctamente pero el módulo de la administración de archivos en el logicial no era bastante robusto para el funcionamiento normal del Spirit. El problema ocurrió por un error del software no por un hardware defectuoso. Los robots tienen una memoria flash similar a la que llevan las cámaras de fotos digitales y los ordenadores con una capacidad de 256 MB existente en la superficie de Marte. Además los robots tienen una memoria EEPROM permanente donde se almacena el programa de la misión.
Los ingenieros indicaron que habían creído inicialmente que éste era un problema serio, pero finalmente la NASA descubrió que era un problema relativamente menor causado porque había demasiados archivos abiertos. La mayoría de estos archivos tenía datos necesarios durante el vuelo pero ahora eran innecesarios. Tras comprender la situación, los ingenieros borraron algunos archivos, y se prepararon para reformatear totalmente el sistema. El 6 de febrero (Sol 33), el robot se restauró a su condición activa original, y se reiniciaron las actividades científicas.

### La primera vez que se taladra una piedra en Marte

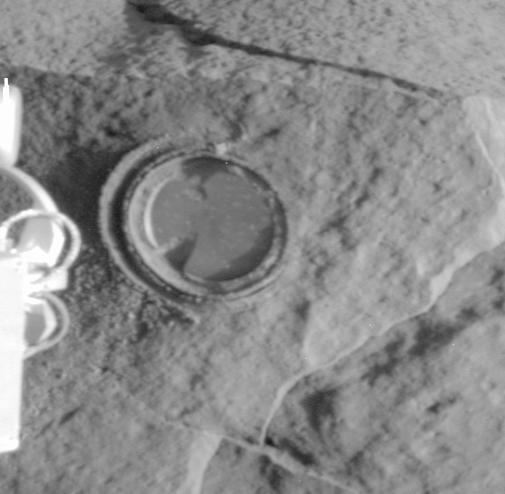
Imagen de la roca Adirondack taladrada.

El 6 de febrero de 2004 (Sol 34), la herramienta de abrasión de rocas del astromóvil, taladró un agujero de 45,5 mm x 2,65 mm de profundidad en una roca marciana. El agujero expuso material fresco del interior de la roca Adirondack para la inspección profunda con el microscopio del robot y dos espectrómetros en el brazo robótico. Esta imagen fue tomada por la cámara panorámica del Spirit, proporcionando un chequeo visual de la abrasión. Las herramientas de abrasión en ambos vehículos fueron proporcionadas por la Honeybee Robotics.
La herramienta de abrasión de roca puede crear agujeros de hasta 5 mm de profundidad, pesa menos de 720 g y está localizado en el brazo robótico del Spirit. Tiene tres motores eléctricos que hacen girar dos ruedas dentadas a alta velocidad. En hacer la hendidura puede emplear un par de horas.

### Mimi

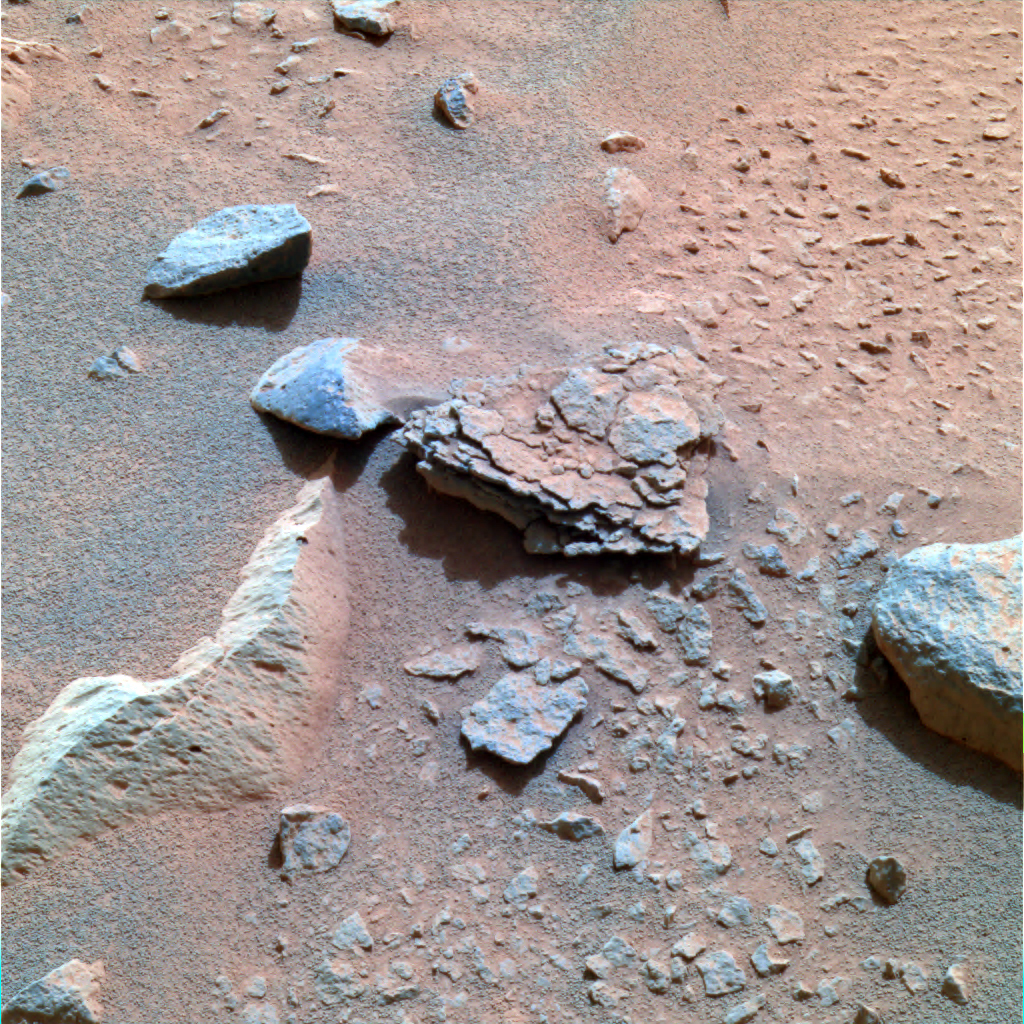
imagen de "Mimi".

Esta imagen en color de la piedra Mimi tomada en el Sol 40 con la cámara panorámica de la piedra de aspecto escamoso, es muy diferente de cualquier piedra que los científicos hayan visto hasta ahora. La apariencia escamosa de Mimi lleva a los científicos a varias hipótesis. Mimi podría haberse formado por la presión de un impacto o por estar enterrada o puede haber sido una vez una duna que fue consolidada en las capas escamosas, un proceso que a veces involucra la acción de agua.

### Pistas de agua en Humphrey
El 5 de marzo de 2004, la NASA anunció que el Spirit había encontrado pruebas indirectas de agua en Marte en una piedra llamada Humphrey. Dr. Ray Arvidson de la Universidad de Washington, dijo durante una conferencia de prensa: "Si encontráramos esta piedra en la Tierra, diríamos que es una piedra volcánica formada por la acción de un fluido que se movió a través de ella." En contraste las piedras encontradas por el astromóvil gemelo Opportunity, se formaron cuando el magma llenó hendiduras pequeñas que se parecen a minerales cristalizados. Si esta interpretación es correcta, lo más probable es que los minerales se disolvieron en agua o que esta entró dentro de la piedra y actuó con posterioridad.

### El Cráter de Bonneville
El 11 de marzo de 2004, el Spirit alcanzó el cráter de Bonneville después de una jornada donde viajó 133 m. Este cráter tiene 50 m de ancho por 10 m de profundidad. Los científicos del JPL decidieron que sería una mala idea enviar al robot dentro del cráter, cuando no vieron ningún objeto de interés dentro. Spirit caminó a lo largo del margen del sur, atravesó algunos médanos, y continuó hacia el sudoeste rumbo a las colinas Columbia.

### Los cráteres Missoula y Lahontan, camino a las colinas Columbia

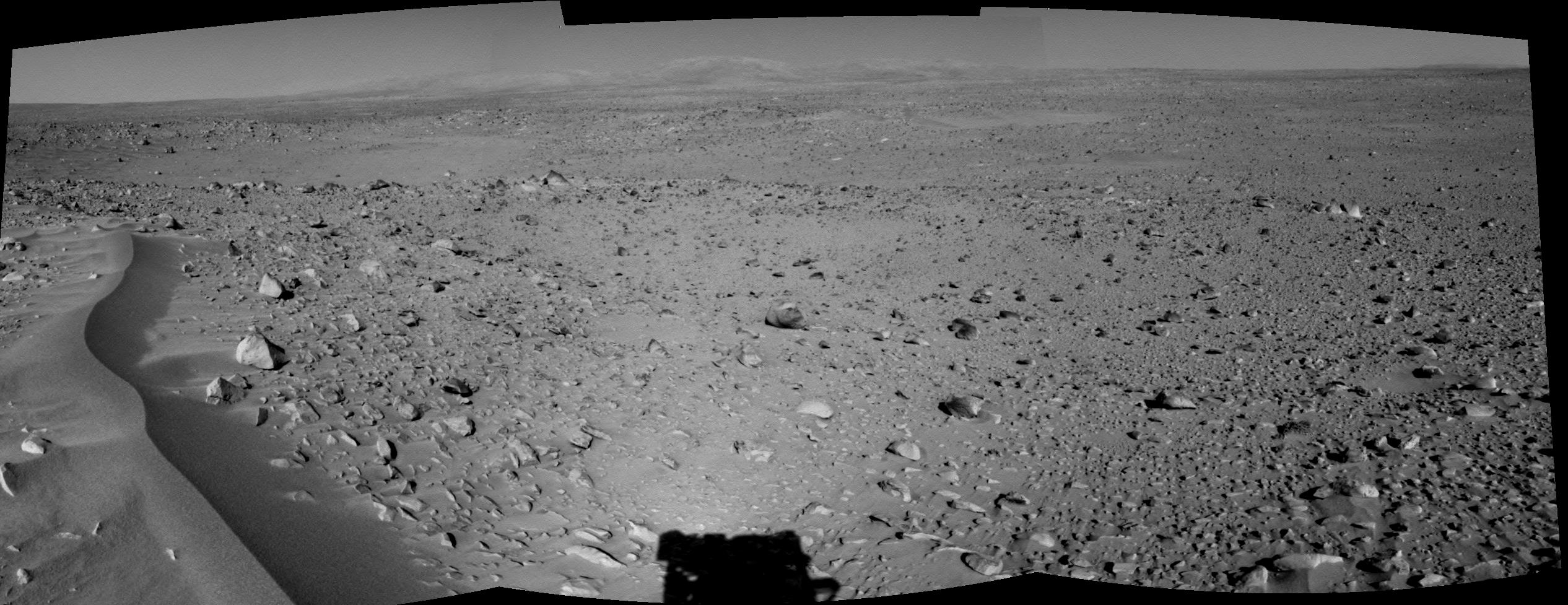
Cráter Lahontan, Sol 120.

El Spirit alcanzó el cráter Missoula en el Sol 105. El cráter tiene aproximadamente 33 m x 7 m de profundidad. El cráter de Missoula no fue considerado una prioridad alta. El astromóvil bordeó el margen septentrional, y continuó al sudeste, alcanzando el cráter de Lahontan en el Sol 118, y recorrió su borde hasta el Sol 120. Lahontan tiene aproximadamente 20 m x 3 m de profundidad. El Spirit atravesó un médano serpenteando su afloramiento por su lado sudoccidental.

### Las colinas Columbia

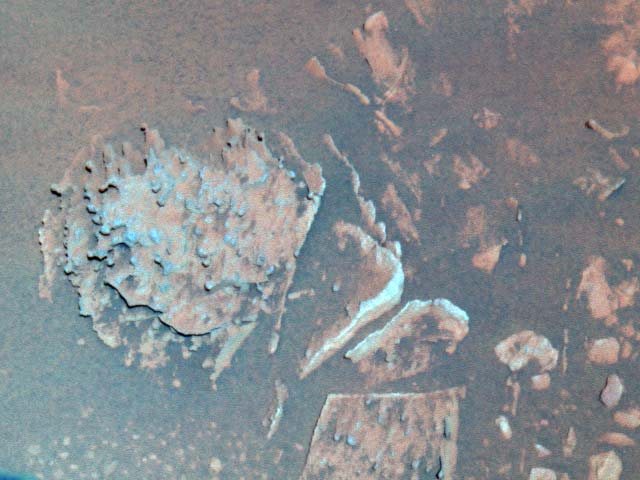
Pot of Gold

En el Sol 159, el Spirit alcanzó el primero de muchos objetivos en la base de las colinas Columbia llamada 'West Spur'. 'Hank's Hollow' se estudió durante 23 soles. Dentro de la Hank's Hollow está la piedra llamada Pot of Gold. Desde aquí, el Spirit tomó un camino septentrional a lo largo de la base de la colina hacia el Wooly Patch que se estudió desde el Sol 192 al Sol 199. Hacia el Sol 203, Spirit se había dirigido hacia el sur de una colina de unos 9 m de altura y había llegado a la piedra Clovis. El astromóvil llevaba recorridos en ese momento 3,5 km. Clovis fue taladrada y analizada desde el Sol 210 al Sol 225. El 20 de agosto de 2004, Steve Squyres -investigador jefe de los instrumentos científicos- declaró:[cita requerida] "Tenemos pruebas de que la interacción con agua líquida cambió esta roca. Para comprender de verdad las condiciones que alteraron a Clovis, nos gustaría conocer la situación del antes y después de la alteración. El después ya lo sabemos, el antes nos lo puede decir, si tenemos suerte, alguna roca de los alrededores". Los indicios proceden del análisis del interior de la roca con el espectrómetro de partículas alfa que indican niveles relativamente altos de bromuro, sulfuro y cloruro. La roca es muy blanda, al contrario que otras basálticas de la llanura y parece estar muy alterada.
Hasta que Spirit no alcanzó las colinas Columbia, no había muchas pruebas de que había amartizado en el interior del cráter Gusev que había sido muy antiguamente una laguna. Tras Clovis, el robot estudió Ebenezer (Soles del 226 al 235), Tetl (sol 270), Uchben y Palenque (soles del 281 al 295), y Lutefisk (soles del 296 al 303). 
Del sol 239 al 262, el Spirit fue inaccesible debido a que Marte estaba en conjunción con el Sol. El 29 de septiembre de 2004 acabó el período de inactividad. Jim Ericson, del JPL declaró: «No sólo las comunicaciones estaban interrumpidas, sino que los robots han pasado, en el hemisferio austral marciano, por lo peor del invierno desde el punto de vista de la energía solar».

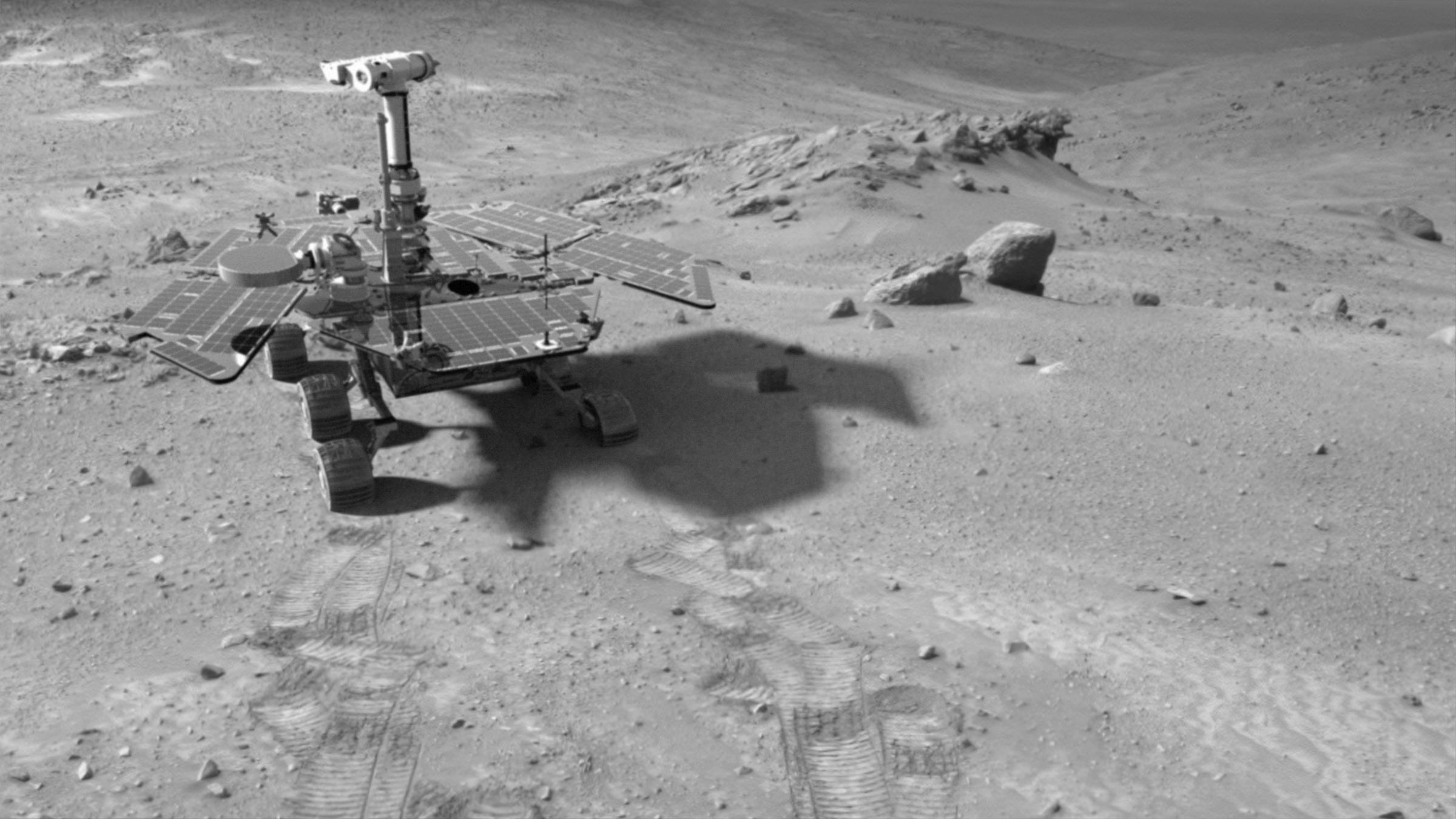
El Spirit fue añadido artificialmente a la imagen del Larry's Lookout

Hacia el sol 390 (a mediados de febrero del 2005), el Spirit había avanzado hacia Larry's Lookout, ascendiendo la colina. Los científicos estaban intentando conservar tanta energía como fuera posible para la subida. En el sol 371, el Spirit llegó a una piedra llamada Peace cerca de la cima de Cumberland Ridge. El Spirit la taladró con la herramienta de abrasión de roca en el sol 373. Despacio, el Spirit ha hecho su camino hacia la cima de la Husband Hill, y en el sol 344 estaba listo para subir a la Cumberland Ridge y Valle de Tennessee. 
Mientras subía Husband Hill en un terreno resbaladizo que se llamó Paso Robles, las ruedas destaparon accidentalmente unos depósitos de color blanquecino, algo que no se había visto en el Cráter Gusev. Los depósitos contienen minerales sulfatados e hidratados ricos en hierro y magnesio. También halló la cantidad más alta de sal que se ha encontrado en el planeta rojo. La tierra también tenía una cantidad alta de fósforo en su composición, no obstante no tan alta como la piedra Wishstone analizada por el Spirit en abril de 2004. Squyres dijo que: "Estamos todavía intentando entender lo que esto significa, pero claramente, con tanta sal alrededor, el agua tenía aquí un claro papel." En aquella ocasión matizó: "existió menos agua aquí que en la zona marciana explorada por el Opportunity. Esto sucedió un mes después de la declaración de marzo de 2004 que anunciaba que tras el análisis del Opportunity las rocas se habían formado en presencia de agua, hace miles de millones de años. En la Tierra se encuentran depósitos similares a los encontrados en Paso Robles donde se ha evaporado agua salada o el agua subterránea interacciona con los gases volcánicos.

### Una tormenta de polvo limpia los paneles
El 9 de marzo de 2005, la eficiencia del panel solar del robot varió desde el aproximadamente 60 % al 93 %, y el 10 de marzo sufrió una tormenta de polvo. Los científicos de la NASA especulan que una tormenta de polvo debió haber barrido los paneles solares limpiándolos, y consiguiendo que la duración de la misión se alargase significativamente. Fue la primera vez que las tormentas de polvo influyeron en los robots. Previamente las tormentas de polvo se habían fotografiado por el Mars Pathfinder.

### La cima de Husband Hill
En el Sol 582, el 21 de agosto de 2005, Spirit alcanzó la cima de la Husband Hill y tomó una vista panorámica de 360 grados. 

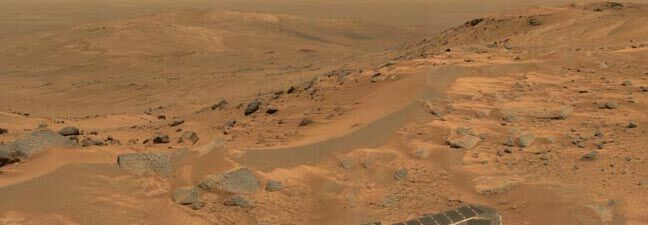
Vista de la cima tomada por el Spirit el 23 de agosto de 2005 cuando el robot completó la subida a la Husband Hill.

### Home Plate
El Spirit llegó a la esquina oriental norte del Home Plate, y analizó los afloramientos en el sol 744. Las observaciones científicas se realizaron con el brazo robótico del Spirit. Ahí, las rocas albergan evidencias sobre una interesante combinación entre el agua y el vulcanismo.

### La Colina de McCool
La siguiente parada del Spirit fue la cara septentrional de la Colina de McCool, donde más tarde, recibió la luz solar adecuada para pasar el invierno marciano. A partir del sol 775 (9 de marzo de 2006), el total caminado por el Spirit era de 6.756 m. 
El 16 de marzo de 2006 el JPL anunció que la rueda delantera del Spirit había dejado de funcionar. A pesar de esto, el astromóvil todavía avanzaba hacia la Colina McCool porque el equipo de mando programó al robot para ir marcha atrás hacia la Colina McCool, mientras arrastraba su rueda rota.

### Low Ridge Haven
A finales de marzo, el Spirit encontró tierra suelta que impedía su progreso hacia la Colina McCool. La decisión tomada fue no intentar alcanzar la Colina McCool y en cambio estacionar en Low Ridge Haven. Alcanzó el lugar el 9 de abril de 2006 y se estacionó en una cuesta al norte con 11º de inclinación. El vehículo pasó los ocho meses siguientes en este lugar mientras que los científicos hicieron observaciones de los cambios en el área alrededor del robot.

### La tormenta de polvo
En julio de 2007 se desarrolló a escala global una gran tormenta de polvo que afectó severamente al astromóvil Opportunity y en un poco de menor entidad al Spirit. La tormenta de arena oscureció el cielo de forma que los paneles solares de los astromóviles apenas producían energía, por lo que la mayoría de las operaciones tuvieron que interrumpirse. Duró seis semanas durante las cuales se temió por la integridad de los robots y alcanzó su punto álgido el 18 de julio de 2007. El 7 de agosto de 2007, el cielo donde estaba el Spirit se aclaró levemente y permitió mover su brazo mecánico por primera vez en tres semanas.
La producción de energía por parte de los paneles solares aumentó hasta los 295 Wh durante el día 1276 en Marte (6 de agosto de 2007), para el Spirit. Las tormentas de polvo oscurecieron el Sol y habían disminuido la generación de energía hasta 261 Wh para el Spirit y a 128 Wh para el Opportunity, en las últimas semanas, comparados con los niveles superiores a los 0,7 kWh antes de las actuales tormentas de polvo en Marte que comenzaron en junio de 2007.

### Exploración 2009
Desde el mes de abril del 2009, Spirit estaba atrapado en un banco de arena en Marte. Al desplazarse por unas capas de suelo aparentemente duras que cubrían un banco de arena se quedó clavado. Los especialistas fueron optimistas y siguieron probando estrategias en la llamada sala de arena del JPL con una réplica del Spirit. Al cabo de un tiempo lograron que se moviese un centímetro, que aunque poco, significa que es capaz de desplazarse. Los científicos de la misión no perdieron el tiempo;  con los instrumentos del rover estudiaron las capas de suelo de color tostado, amarillo, blanco y rojo oscuro en ese lugar de Marte, bautizado Troy.

### Exploración 2010
El 26 de enero de 2010, después de varios meses de intentar liberar el vehículo, la NASA decidió redefinir la misión de robot móvil llamándolo una plataforma de investigación estacionaria. Los esfuerzos se dirigieron en la preparación de una orientación más adecuada de la plataforma en relación con el Sol en un intento de permitir una recarga de las baterías más eficientes de la plataforma. Esto fue necesario para mantener a algunos sistemas operativos durante el invierno marciano. El 30 de marzo de 2010, Spirit pasó por alto una sesión de comunicación planificada y con lo previsto de las proyecciones recientes de suministro de energía, probablemente entró en un modo de hibernación de baja potencia, que podría durar meses.

### Fin de la misión
El 25 de mayo de 2011 la NASA declara oficialmente finalizada la misión del Spirit,  tras no haber recibido ninguna señal procedente de él desde el 22 de marzo de 2010. Afectado por numerosos problemas de movilidad, el vehículo quedó atrapado en una zona arenosa de la que no pudo escapar por falta de tracción en sus ruedas. La dirección del programa decidió entonces reconfigurar su tarea para una operación desde un punto fijo. Sin embargo, con la llegada del invierno marciano, la deficiente iluminación de sus paneles solares, junto a su mala orientación, obligó a reducir el gasto energético a bordo, hasta que no dispuso de energía suficiente para seguir trabajando. Spirit entró en hibernación, y sus sistemas, sin la ventaja del uso de los calentadores eléctricos, tuvieron que soportar temperaturas muy bajas. Los expertos contaban aún con una posibilidad: una vez finalizado el invierno marciano, tal vez los sistemas tuviesen suficiente energía para reanudar la comunicación. No ha sido así. Los intentos de recuperar la comunicación con el robot se han hecho enviando comandos a través de la denominada Red del Espacio Profundo (DSN) de la NASA, con grandes antenas en Goldstone California, Canberra Australia y Robledo de Chavela Madrid, y de dos satélites de la NASA en órbita de Marte. Todo ha sido inútil.
La misión del Spirit, ha sido un resonante éxito. Diseñado para sobrevivir durante unos 3 meses, amartizó el 3 de enero de 2004 y trabajó durante siete años. De hecho, su hermano gemelo, el Opportunity, que llegó pocas semanas después, siguió operativo hasta el 10 de junio de 2018.

### Resumen de los éxitos de la misión
John Callas, director del proyecto de los Vehículos de Exploración Todoterreno de Marte, en el Laboratorio de Propulsión a Chorro (JPL) declaró que son tres los descubrimientos científicos más importantes que realizó Spirit:
1. Evidencia de antiguos manantiales en ebullición
2. Evidencia de una atmósfera densa y de agua dulce
3. Evidencia de un ciclo activo de agua

## Astronomía
- El 23 de marzo de 2004 al observar el cielo de Marte con el filtro verde de su cámara panorámica el Spirit se ha encontrado con un rastro en el cielo causado por un objeto que parece moverse describiendo un arco de 4º en 15 segundos. Los científicos creen que se trata de un meteorito que pasaba cerca del planeta rojo o de una nave espacial en órbita marciana y en desuso. Han descartado a todas excepto a la Viking 2 cuya órbita polar sería compatible con el trazo del meteoro.
- También tomó la única fotografía de la Tierra desde otro mundo a principios de marzo de 2006.
- El Spirit apuntó sus cámaras hacia el cielo y observó un tránsito astronómico del satélite natural Deimos sobre el Sol.

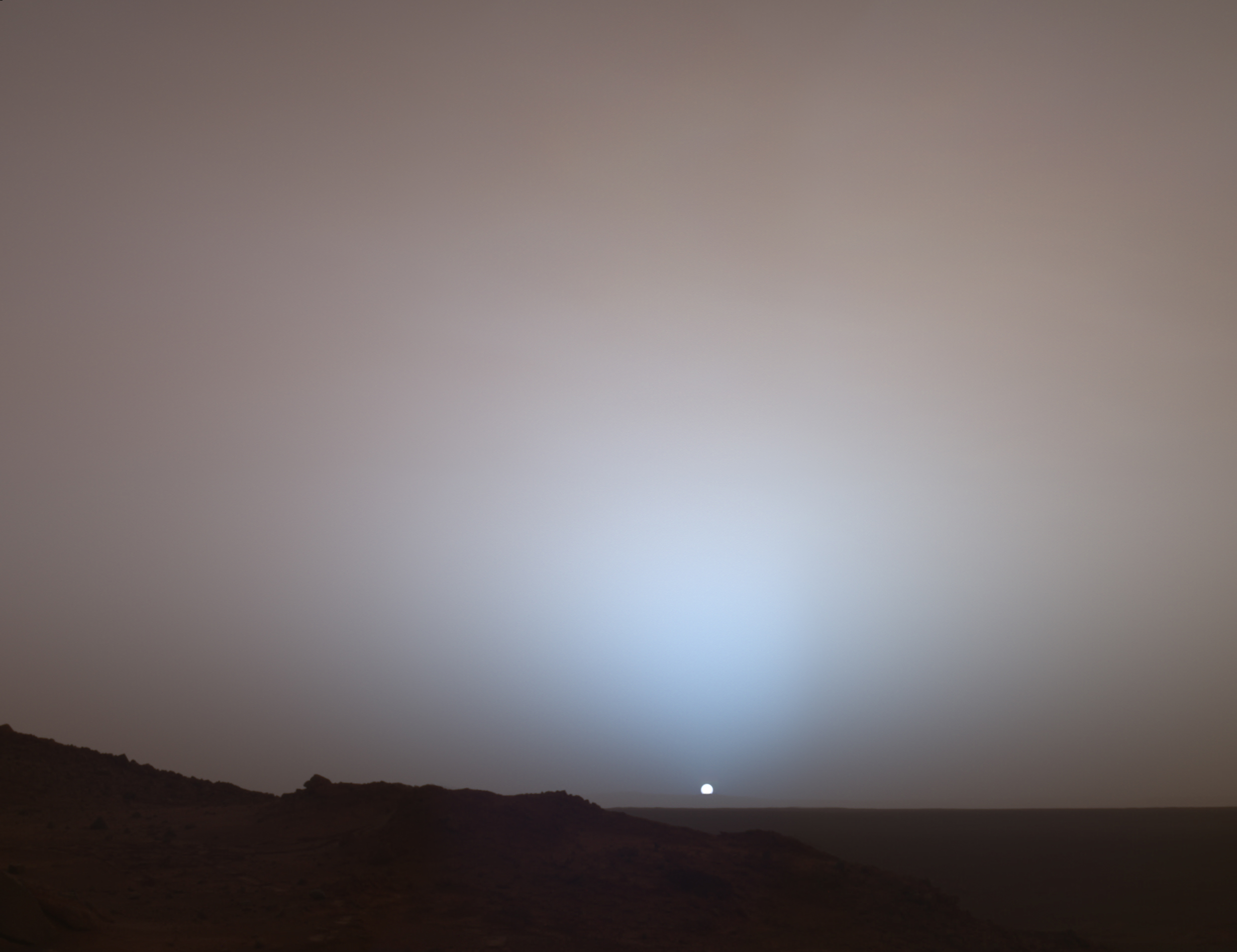
Fotografía de un ocaso marciano tomado por el Spirit al cráter de Gusev, el 19 de mayo de 2005.

- El 19 de mayo de 2005 el Spirit fotografió con su cámara panorámica un atardecer sobre el cráter Gusev. En el momento de la foto eran las 18:07 de la tarde y el Sol estaba a punto de esconderse tras el borde del cráter Gusev, a unos 80 km del robot. Como Marte está más lejos del Sol que la Tierra, allí el Sol solo tiene 2/3 de diámetro que tiene en la Tierra. Pero, aparte de eso, el contraste entre la iluminación del cielo y la penumbra de la tierra resulta extraordinariamente familiar. La foto fue realizada con tres filtros de color cuya combinación permite generar imágenes muy similares a las que un ojo humano vería, exceptuando que la tonalidad rojiza del cielo en un punto alejado del globo solar está ligeramente exagerada. La duración de la aurora y del crepúsculo es de unas 2 horas, bastante mayor al de la Tierra, debido al polvo que hay a gran altura de la atmósfera marciana causan que la luz solar se disperse. Pero tampoco esto nos es raro, cuando en la Tierra un volcán insufla polvo a la atmósfera. Los científicos estaban interesados en los crepúsculos marcianos para averiguar a que altura llega el polvo en la atmósfera marciana, así que decidieron tomar algunas fotos. Las imágenes también sirven para buscar nubes heladas que apenas se han formado en el cráter Gusev desde que está allí el robot.

- En otoño de 2005, el Spirit se aprovechó de una situación energética favorable para hacer observaciones de noche de las dos lunas de Marte, Fobos y Deimos. Estas observaciones incluyeron un eclipse lunar es decir la ocultación del satélite por el cono de sombra del planeta rojo.